# El Arenal
El Arenal ("L'Arenal" en català) és un municipi de la província d'Àvila que se situa a la comunitat autònoma de Castella i Lleó. Aquest es troba entre el Parc Regional de la Serra de Gredos i la Vall del Tiètar i és, precisament, per aquest motiu que el paisatge natural consta d'una rica fauna i d'una flora pròpia d'un espai protegit. Els rius Arenal i Zarzoso són els que recorren aquest municipi.

## Demografia
| 1991 | 1996 | 2001 | 2004 | 2005 | 2006 |
| ---- | ---- | ---- | ---- | ---- | ---- |
| 1154 | 1109 | 1059 | 1039 | 1068 | 1088 |

## Serveis
L'Arenal ofereix diferents serveis:
- Centre Mèdic l'Arenal.
- Llar d'infants.
- Gimnàs (Centre Polivalent).
- Cementiri.
- Jutjat de Pau/ Registre Civil.
- Punt d'informació cadastral.

## Instal·lacions
Les instal·lacions amb les quals compta el municipi són:
- Camp de Futbol.
- Cementiri.
- Centre Cultural. La fàbrica.
- Dipòsit d'aigua.
- Depuradora.
- Ermita de les Majadas.
- Escoles.
- Frontó.
- Gimnàs.
- Llar d'infants.
- Molí.
- Parcs infantils.
- Piscines municipals.
- Pistes de Futbol - Sala/Tenis (Piscines).
- Punt Net.

## Festes i tradicions
En l'Arenal se celebren festes pròpies com la Carrera Popular (a finals de juliol), les festes d'estiu (segon diumenge d'agost), Nit de Llegendes (en agost), Verge dels Remeis (segon cap de setmana de setembre), Santíssim Crist de l'Expiració (segon cap de setmana d'octubre) i La Moragà (1 de novembre).

## Esports
L'Arenal compta amb diferents associacions i clubs esportius on es treballen l'atletisme, els escacs, el bàsquet, el ciclisme/ Mountain-Bike, el futbol, futbol-sala, frontó, pilota drapaire, petanca, tenis, tenis de taula i senderisme.